# Equus neogeus
Equus neogeus es un mamífero perisodáctilo extinto de la familia Equidae y del género Equus que vivió en el Pleistoceno de América del Sur. Su tamaño era algo inferior al caballo doméstico actual.

## Distribución
Se colectaron sus restos en la provincia de Buenos Aires, Argentina, y en Brasil.
Argentina
- Ciudad de Buenos Aires
- Provincia de Buenos Aires
  - Barrancas del río Quequén Salado.
  - Río Luján
  - Paso Otero
  - Tapalqué
  - Arroyo Camet
  - Lobería
  - Desembocadura del río Sauce Grande.
- Provincia de Santa Fe
  - Arroyo Seco

Brasil
- Minas Gerais
  - Cavernas de Lagoa Santa.

- Paraná

- Río Grande del Sur  (formación Touro Passo)  
  - Arroyo Chuy

## Características
E. neogeus es la especie más grande y grácil de todos los équidos sudamericanos, por lo tanto, la más similar al caballo doméstico. Posee un cráneo grande, con la región preorbital y nasal ensanchadas.
Equus neogeus se caracteriza por presentar morfología oclusal de los premolares con el metacónido y el metastilido completamente unidos, y formando un «bucle doble», además de lóbulos externos con sección horizontal relativamente rectilínea.
Equus neogeus y Equus santaeelenae forman un grupo propio dentro del subgénero, ambos son caballos grandes. Estas dos especies se separan por detalles de la base del diente, pues esas dimensiones son más estables, no varían, como sí ocurre a nivel de la corona, a causa de los variados estados de desgaste. Especialmente se distinguen por las bases de los p3-4 inferiores, en los que en Equus neogeus son más cortos que en Equus santaeelenae. Ambas presentan los metápodos laterales II y IV en una posición más posterior, y comparativamente más reducidos, lo que hace que sobresalgan muy poco del eje del metápodo.

## Hábitos y causas de su extinción
E. neogeus habría tenido una dieta mixta, de hierbas con metabolismo C3 y C4.
Seguramente habitaban en espacios abiertos de estepas, praderas, o sabanas, en pequeños grupos que pastarían siempre atentos al peligro que representaban los variados predadores carnívoros. Su dieta era herbívora.
Vivió hasta el final del Pleistoceno o el Holoceno temprano, por lo que convivió durante algunos milenios con las primeras oleadas humanas llegadas a América del Sur, es decir los primitivos amerindios. Estos, según los especialistas, ejercieron una presión cazadora que podría haber afectado su equilibrio poblacional, lo que podría ser una de las causas de su extinción.

## Taxonomía
El primer resto del taxón (un molar curvo) fue encontrado el 10 de octubre de 1833 por Charles Darwin en los acantilados de la costa marítima al este de Bahía Blanca, en el sudoeste de la provincia de Buenos Aires, durante su célebre viaje a bordo del HMS Beagle. El sabio inglés se sorprendió al hallar un diente de caballo junto a restos de un mastodonte, un toxodonte y un gliptodonte, sospechando que podía haber sido lavado y arrastrado por la lluvia hacia un estrato más antiguo. Al retornar la expedición a Inglaterra, el científico británico Richard Owen en un principio lo identificó erróneamente como Equus caballos, recién 5 años después se percató que pertenecía a una especie extinta, a la que denominó Equus curvidens
En 1840, el paleontólogo y naturalista danés Peter Wilhelm Lund describió la especie en prioridad, mediante un hueso metacarpo III derecho, N.º 866, depositado en el «Zoologisk Museum», de Copenhague, Dinamarca. Provenía de las cavernas de Lagoa Santa, Diamantina, en el estado de Minas Gerais, Brasil. 
Equus neogeus integra el género Equus, y dentro de él, el subgénero Amerhippus, el cual agrupa a las 5 paleoespecies de dicho género que vivieron en el Pleistoceno de América del Sur.
Este taxón intermedio fue creado primeramente como género por el paleontólogo francés Robert Hoffstetter en el año 1950. Dos años después, en 1952, lo transfiere como subgénero de Equus.
El biocrón de este subgénero cubre el lapso Ensenadense-Lujanense. Se distribuyó desde Colombia hasta la provincia de Buenos Aires, en el centro de la Argentina.
- M. E. Garcia, R. Bonini, M. T. Alberdi & J. L. Prado (2018). First record of Equus neogeus from Abaucán River (Catamarca, Argentina). [Primer registro de Equus neogeus en río Abaucán (Catamarca, Argentina).] Estudios Geológicos 74(2): e080. doi: https://doi.org/10.3989/egeol.43201.499